# Cù lao xác sống
Cù lao xác sống (tiếng Anh: Lost In Mekong Delta) là bộ phim điện ảnh kinh dị và mang chủ đề xác sống đầu tiên của Việt Nam được khởi chiếu tại rạp. Bộ phim được khởi chiếu tại Việt Nam vào ngày 1 tháng 9 năm 2022 do đạo diễn Nguyễn Thành Nam thực hiện và Nhất Trung sản xuất cùng với sự góp mặt của các diễn viên như Huỳnh Đông, Ốc Thanh Vân, La Thành, Lê Lộc,... Đây cũng là bộ phim đầu tay của đạo diễn Nguyễn Thành Nam. Khẩu hiệu của bộ phim là "Trốn chạy hay chờ chết".
Bộ phim được khởi chiếu tại Việt Nam và cấm người xem dưới 18 tuổi. Nhà sản xuất cũng hé lộ bộ phim có kết mở và sẽ tiếp tục có phần hai.

## Nội dung
Bộ phim xoay quanh hành trình của một nhóm người cùng nhau sinh tồn và cố gắng thoát khỏi sự truy đổi của xác sống để đến chuyến phà cuối cùng ở một cù lao, hạ lưu sông Mê Kông khi đại dịch xác sống diễn ra tại đây. Công là một thầy thuốc đông y nhưng đã mất dần niềm tin vào con người, anh đã quyết định cùng cha và con gái rời khỏi cù lao này. Trong chạy trốn, họ đã thất lạc nhau, Công đi tìm đứa con gái của mình thì vô tình gặp những người khác trên con đường giành giật lại sự sống của mình.

## Diễn viên
- Huỳnh Đông vai Công
- Ốc Thanh Vân
- Trần Phong
- La Thành
- Xuân Nghị
- Lê Lộc
- Hoàng Mèo
- Tấn Thi

## Sản xuất
Theo đạo diễn Nguyễn Thành Nam, bộ phim quy tụ từ 80 – 100 người vào vai xác sống nên phải cần rất nhiều máy quay để lột tả được không gian. Trong khi đó, đội ngũ trang điểm phải luôn có mặt ở phim trường 24/24 giờ để không làm trì hoãn tiến độ quay phim. Cũng theo chia sẻ của đạo diễn thì bộ phim đã được ghi hình tại huyện Ba Tri, tỉnh Bến Tre.
Video đầu tiên giới thiệu về bộ phim kéo dài hơn một phút đã được phát hành vào ngày 9 tháng 8 năm 2022 với những phân cảnh hạ lưu khu vực sông Mê Kông và kết thúc với việc những xác sống cấu xé nhau. Có một số ý kiến cho rằng cảnh cuối phim rất giống với bộ phim Chuyến tàu sinh tử của Hàn Quốc đã được ra mắt vào năm 2016.
Đến cuối tháng 8, áp phích chính thức cho bộ phim và từng tuyến nhân vật đã được công bố. Trả lời phỏng vấn báo Thanh Niên, nhà sản xuất Nhất Trung đã khẳng định bộ phim do mình sản xuất đã được giữ nguyên phần hồn và tinh thần của đoàn làm phim.

## Phát hành
Cù lao xác sống đã được xác nhận khởi chiếu vào ngày 1 tháng 9 năm 2022 và là bộ phim Việt Nam duy nhất khởi chiếu trong dịp nghỉ lễ Quốc khánh tại Việt Nam. Tuy nhiên, đến ngày 31 tháng 8, bộ phim đã có những suất chiếu sớm đầu tiên. Bộ phim được ra mắt trong lúc Người Nhện: Không còn nhà được chiếu lại sau khi bổ sung thêm 11 phút.

## Đón nhận

### Doanh thu phòng vé
Trong dịp nghỉ lễ 2 tháng 9 (1/9 – 4/9), Cù lao xác sống đã đứng vị trí thứ hai doanh thu phòng vé trong nước, sau bộ phim hoạt hình Môn phái võ mèo: Huyền thoại một chú chó. Tính luôn suất chiếu sớm vào ngày 31 tháng 8, tổng doanh thu của bộ phim đã cán mốc 6 tỷ đồng với 2 tỷ đồng thu về trong ngày nghỉ lễ. Sau 4 ngày nghỉ lễ và 1 ngày chiếu sớm, bộ phim đã cán mốc 10 tỷ đồng.
Đến ngày 24 tháng 9, Cù lao xác sống đã rời rạp sau 3 tuần công chiếu và thu về hơn 12 tỷ đồng.

### Đánh giá
ZingNews đã khen ca ngợi bộ phim có ý tưởng, tuy nhiên kịch bản lại dàn trải và lạm dụng quá nhiều yếu tố hài hước. Trong khi đó, tình tiết phim ngô nghê, phi lý và xác sống quá lỗi thời. Trang tin này đã đánh giá bộ phim ở điểm trung bình. Không chỉ vậy, phim còn "không đọng lại giá trị nhân văn hay cảm xúc" nào. Báo Tiền Phong đã mỉa mai bộ phim "Hiếm phim nào bị chê hết lời [...] nhưng vẫn kiên trì bám trụ phòng vé". Tờ báo còn đã đưa ra nhiều lỗ hỏng và gọi bộ phim là "dở một cách lạ lùng". Cùng với Virus cuồng loạn, một bộ phim xác sống khác được khởi chiếu sau đó, đã bị so sánh sản xuất thua các bộ phim chiếu mạng như Ai chết giơ tay hay Kẻ độc hành của Huỳnh Lập.
Mai Nhật, phóng viên tờ VnExpress chuyên đưa nhận định về điện ảnh đã gọi kịch bản yếu và rời rạc chính là điểm trừ lớn nhất của bộ phim. Nguyên nhân xác sống xuất hiện cũng được lý giải một cách mơ hồ. Lạm dụng những tình huống hài hước đã khiến bộ phim mất đi sự nghiêm túc bởi những mảng miếng nhàm chán về LGBT được lặp đi lặp lại. Bộ phim đã được tờ báo đánh giá với con số 2,1/10.
Báo Thanh Niên, đã gọi bộ phim tiên phong mở đầu cho thể loại mới ở Việt Nam nhưng lại làm hỏng luôn khái niệm zombie của phim quốc tế. Một tờ báo khác của Thanh Niên, đã đánh đồng bộ phim như "nồi lẩu thập cẩm pha chút hương kinh dị với tiểu phẩm hài". Tuy nhiên, bộ phim cũng được ca ngợi khi khắc họa thành công bối cảnh miền Tây sông nước với những con người thật thà, chất phác.
Trong một bài viết trả lời phỏng vấn với báo Tổ quốc sau khi bộ phim rút khỏi rạp, anh đã khẳng định bản thân và "ê-kíp không thể bào chữa gì về những hạn chế của phim".